# Francisco Clementino de Vasconcelos Chaves
Francisco Clementino de Vasconcelos Chaves (? — Curitiba, 6 de março de 1890) foi magistrado e político brasileiro.
Foi presidente da província do Rio Grande do Norte, de 17 de novembro de 1872 a 19 de janeiro de 1873.